# Soupis pozůstalosti
Soupis pozůstalosti je seznam, který vyhotovuje soud (resp. notář jako soudní komisař) v pozůstalostním řízení po konkrétním zůstaviteli na základě jeho zjištění o zůstavitelově majetku a jeho dluzích. Soupis movitého majetku se provádí zpravidla v místě bydliště, pokud výhradu soupisu movitého majetku žádá nepominutelný dědic. Soupis ostatního jmění lze provést při jednání. Jmění se člení na dva oddíly:
- aktiva – zůstavitelův majetek (hmotné i nehmotné věci)
- pasiva – zůstavitelovy dluhy a přiměřené náklady spojené s pohřbem zůstavitele

V každém oddíle jsou obsaženy jednotlivé položky jmění (jednotlivé dluhy) včetně obvyklé ceny dotyčné majetkové hodnoty (výší dotyčného dluhu).

## Účel a provedení soupisu pozůstalosti
Účelem soupisu pozůstalosti je zjistit celkovou hodnotu jmění zůstavitele. Nařizuje ho soud v případě, že některý z dědiců uplatní výhradu soupisu pozůstalosti. Dalším důvodem soupisu je výpočet povinného dílu dědictví. Soupisu mohou být přítomny osoby stanovené zákonem, které musí soud informovat nejméně patnáct dnů předem, kdy a kde se bude soupis konat. Soupis pozůstalosti pak bude uveden v protokolu.
Soupis zpravidla vyhotoví notář, může být ale nahrazen seznamem pozůstalostního majetku, který sepíše správce pozůstalosti a všichni dědici ho potvrdí. V nejjednodušších případech může být nahrazen pouhým prohlášením dědiců o pozůstalostním majetku. Tzv. soupis na místě samém se provádí se v domě, bytě nebo jiném prostoru a spočívá ve vyhotovení seznamu věcí, které se v místě konání soupisu nacházejí a přicházejí v úvahu k zařazení do soupisu. Z praktických důvodů zpravidla bývá při soupisu na místě samém provedeno rovněž ocenění sepsaných věcí za tím účelem přizvaným soudním znalcem.
Existují ale ještě další důvody soupisu. Například v případě, že dědic není plně svéprávný (ať už z důvodu nezletilosti nebo soudnímu omezení svéprávnosti) nebo jde o právnickou osobu veřejně prospěšnou nebo zřízenou ve veřejném zájmu. Dalším důvodem může být také případ, kdy není jasné, kdo je dědicem. Také návrh věřitele na odloučení pozůstalosti, případně, když věřitel zůstavitele osvědčí, že existuje jiný vážný důvod k provedení soupisu pozůstalosti.
Pokud by pozůstalost stačila k uhrazení zůstavitelových dluhů a dědic by měl ještě vlastní dluhy, může věřitel zůstavitele navrhnout odloučení pozůstalosti. Tedy aby se z majetku po zůstaviteli nejprve splatily dluhy zůstavitele. Zabrání se tak tomu, že by věřitelé dědice použili pozůstalost k úhradě jeho dluhů. Návrh na odloučení pozůstalosti musí být podán dříve, než soud potvrdí nabytí dědictví. Pokud věřitel navrhne odloučení pozůstalosti a soud mu vyhoví, učiní soud opatření zajišťující pozůstalost, tzv. závěru, a nařídí soupis pozůstalosti.

## Aktiva
Aktiva tvoří majetek, který zůstavitel vlastnil v den své smrti. Soud je zjistí především ze soupisu pozůstalosti nebo ze seznamu pozůstalostního majetku, anebo z prohlášení dědiců o pozůstalostním majetku. V případě, že tyto dokumenty nejsou k dispozici, zjistí se aktiva z údajů dědiců.
Pokud je majetek sporný, tak se k němu v řízení o projednání pozůstalosti nepřihlíží. V takovém případě je rozhodnutí na účastníkovi, jestli má zájem zařadit sporné aktivum do pozůstalosti.
Mezi aktiva může patřit například:
- nemovitosti – s údaji podle katastru nemovitostí
- běžné a vkladové účty – oceňují se výší zůstatku ke dni úmrtí zůstavitele
- motorová vozidla, přívěsy a návěsy
- členský podíl v bytovém družstvu
- pohledávky – s uvedením její výše, označením dlužníka a právního důvodu
- hotové peníze – s uvedením její výše a osoby, u níž je uložena
- nábytek a ostatní zařízení domácnosti
- šatstvo, prádlo a obuv
- jiné movité věci
- účet stavebního spoření
- hrobové příslušenství
- majetková práva autorská
- nehmotné věci (práva, jejichž povaha to připouští)
- cenné papíry
- podíly na obchodních činnostech nebo obchodní závod

Některé položky mohou být bez hodnoty, může se jednat například o movité věci bez realizační hodnoty nebo prakticky nevymahatelné pohledávky. Majetková práva autorská se neoceňují.
Může nastat situace, kdy po zastavení soudního řízení vyjde najevo nějaký neznámý majetek, který se objeví patrně proto, že je téměř bezcenný nebo že zůstavitel majetek vůbec nezanechal. V takovém případě soud projedná dědictví. Výjimkou je případ, kdy se jedná o pasivum pozůstalosti. Pokud se po rozhodnutí o pozůstalosti objeví další majetek, soud o něj doplní soupis nebo seznam aktiv a pasiv pozůstalosti. Dědic pak tento majetek nabývá v podílech, který vyplývá z provedeného vypořádání dědictví.

## Pasiva
Zůstavitelovy dluhy se v soupisu označují zejména výší dluhu, označením věřitele a právním důvodem. U přiměřených nákladů spojených s pohřbem zůstavitele se uvede výše těchto nákladů a označení toho, kdo tyto náklady uhradil. Dluhy zůstavitele se řadí do pasiv, nehledě na to, jestli se jedná o dluhy zůstavitele a jeho manželky, anebo jestli jde pouze o dluhy zůstavitele. Opět platí, že ke sporným dluhům se při projednání nepřihlíží.
Český občanský zákoník stanovuje povinnost splácet dluhy zůstavitele v plném rozsahu (i nad rozsah nabytého dědictví). Existují ale dva způsoby, jak se zprostit dluhů přesahujících hodnotu zůstaveného majetku:
1. Dědic může dědictví odmítnout – výslovným prohlášením vůči soudu. Odmítnout dědictví lze pouze do jednoho měsíce ode dne, kdy byl o tomto právu dědic vyrozuměn. Dědici, který bydlí v zahraničí, se prodlužuje doba na tři měsíce.[10]
2. Sepíše se veškeré jmění zůstavitele a učiní se tzv. výhrada soupisu.[11]

## Výhrada soupisu
Dědic má právo na výhradu soupisu, učiní-li tak do jednoho měsíce ode dne, kdy soud vyrozuměl dědice o tomto právu. V případě uplatnění výhrady soupisu dědic splácí dluhy pouze do výše svého dědického podílu. Výhradu soupisu může učinit ústně u soudu, nebo jej zaslat písemně. Pokud soupis pozůstalosti neuplatnil ve stanovené době, nemůže ho již nikdy požadovat dodatečně. Lhůta může být prodloužena jen v případě, jsou-li pro to důležité důvody.
Dědic, který si vyhradil právo soupisu pozůstalosti, nebo osoba, která spravuje pozůstalost, může navrhnout, aby soud vyzval věřitele k přihlášení a doložení jejich pohledávek. Soud pak usnesením vyzve věřitele, aby do tří měsíců přihlásili své pohledávky a doložili k nim patřičné dokumenty.
Právo na výhradu soupisu nemůže dědici nikdo vzít, dokonce ani zůstavitel. Pokud by zůstavitel stanovil, že podmínkou nabytí dědictví je, že si dědic nesmí vyhradit soupis pozůstalosti, byla by taková podmínka nezákonná a nepřihlíželo by se k ní. Také by se nepřihlíželo k tomu, kdyby se práva na výhradu soupisu vzdaly strany dědické smlouvy.
Pokud v soupisu dědictví nebylo uvedeno vše, tj. dědic nějaký majetek zatajil a vzal si jej mimo dědictví, ochrana ve formě soupisu pozůstalosti již nebude platit, a dědic bude muset splatit veškeré zůstavitelovy dluhy.

### Neuplatnění výhrady soupisu
Pokud dědic neuplatní výhradu soupisu, odpovídá za dluhy zůstavitele v plném rozsahu. K neuplatnění výhrady soupisu by měl dědic přistoupit jen tehdy, pokud zná velmi dobře majetek a dluhy zůstavitele. V případě, že je dědiců víc, a žádný neuplatní výhradu soupisu, tak všichni odpovídají za dluhy zůstavitele společně a rovným dílem. Pokud jeden z nich výhradu soupisu učinil, tak splácí dluhy jen do rozsahu svého dědictví, a ostatní splácí v plném rozsahu.
Výhrada soupisu se nevztahuje na manžela zůstavitele v případě, že jejich společné jmění podléhalo zákonnému režimu. Pozůstalý manžel je potom spoludlužníkem ve vztahu k věřitelům.